# Aïssa Mandi
Aïssa Mandi, född 22 oktober 1991 i Châlons-en-Champagne, Frankrike, är en algerisk fotbollsspelare (högerback) som spelar för Villarreal.

## Karriär
Den 16 juni 2021 värvades Mandi av Villarreal, där han skrev på ett fyraårskontrakt.